# ノヴォドヴィンスク

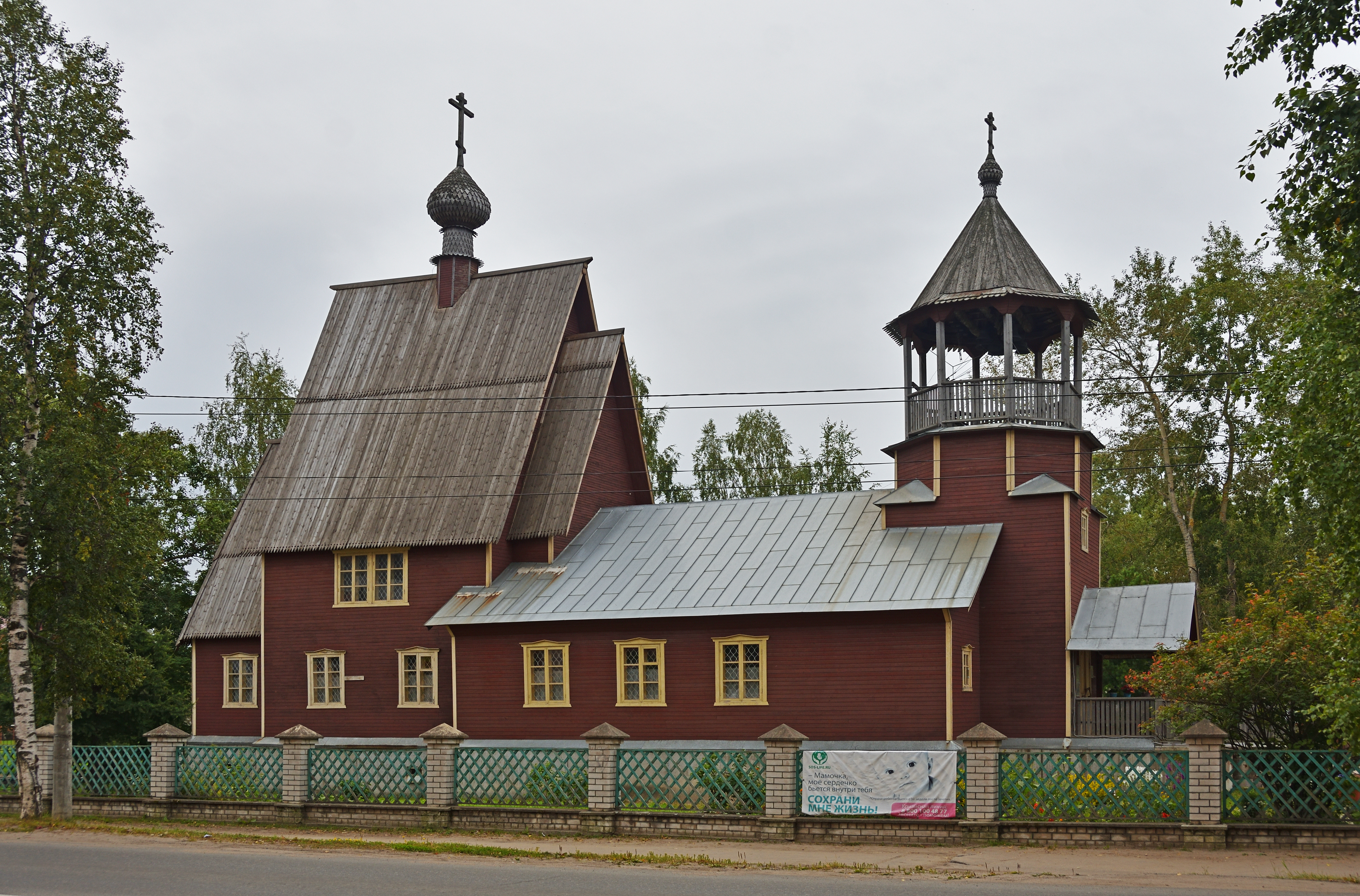

ノヴォドヴィンスク (Новодвинск, Novodvinsk) は、ロシア連邦アルハンゲリスク州の都市。人口は3万3294人（2021年）。
北ドヴィナ川の左岸に位置し、アルハンゲリスク市から南に20km。1936年に木材加工コンビナートが建設されたのにともない入植が始まる。はじめはペルヴォマイスキイ (Первомайский, Pervomaysky) と呼ばれた。1941年に集落として登録される。1977年には都市に昇格したのにともない、ノヴォドヴィンスクに改称。